# Лондонски басейн
Лондонски басейн или Лондонска низина (на английски: London Basin) е низина, заемаща югоизточната част на Англия покрай долното течение на река Темза.
Низината представлява синклинално понижение, изградено от палеогенови и неогенови глини, пясъци и чакъли. Има форма на триъгълник, като на север се простира до възвишението Чилтърн Хилс, на юг – до възвишението Норт Даунс, а на изток завъшва до бреговете на Северно море. Преобладаващите почви са кафявите горски. Частично са се съхранили малки дъбови и букови горички, а пясъчните райони са заети от мочурища и редки борови гори. По-голямата част от Лондонския басейн се отводнява от река Темза, а североизточните му части – от няколко по-малки реки (Челмърн, Калн, Стаур), вливащи се в Северно море. Низината е гъсто населена, като значителна част е заета от град Лондон и неговите многочислени предградия. В някои източници под названието Лондонски басейн се разбира обширната куестова равнина между равнината Мидлендс на север и възвишението Норт Даунс на юг.